# Filip II av Savojen
Filip II, född 5 februari 1438 och död 7 november 1497, med tillnamnet utan land var hertig av Savojen under en kort period 1496 till 1497.

## Biografi
Han var bror till den förre hertigens farfar och yngsta överlevande son till hertig Ludvig av Savojen och Anna av Cypern. Han var däremot inte den egentlige arvingen till den föregående hertigen eftersom det fanns flera kvinnliga arvingar före honom i successionen. För att försäkra sig om en manlig arvinge till huset Savojen gifte sig hans äldste son Philibert med en syster till den döde unge hertigen. Planen gick dock inte i lås eftersom flickan dog i en ålder av 12 år. (Filip hade dött under tiden.) Barnen till döttrarna till Filips äldsta bror hertig Amedeo IX av Savojen stod i tur att ärva och hade rätt till arvet som utvalda arvingar, bland annat Cypern och Jerusalem. Trots faktumet att Cypern och Jerusalem inte ärvdes på spinnsidan, lade Filip beslag på de titlarna också. Hans manliga arvingar gjorde också det, vilket gav den hertigliga titeln en högre och kungligare klang.
Större delen av sitt liv var han en yngre medlem av ett hertigligt hus. Hans ursprungliga apanage kom från området Bresse, nära den franska och burgundiska gränsen, men förlorades, det var därför som han fick epitetet "utan land".

## Familj
Filip II gifte sig med:
- Margareta av Bourbon (1438–1483) och fick tre barn i det giftet:

1. Louise av Savojen (1476–1531), gifte sig med Charles av Valois-Orléans, greve av Angoulême, de fick sonen:
  - Frans I av Frankrike, vilkens dotter Margareta av Valois gifte sig med Emanuele Filiberto av Savojen.
2. Girolamo (1478)
3. Filiberto II (1480–1504)

- Claudine de Brosse eller Claudina de Brosse av Bretagne (1450–1513) och fick sex barn i detta giftet:

1. Carlo III (1486–1553) som efterträdde sin halvbror som hertig av Savojen.
2. Louis (1488–1502)
3. Philip (1490–1533), hertig av Nemours
4. Assolone (1494)
5. Giovanni Amedeo (1495)
6. Philiberta (1498–1524), gifte sig med Giuliano di Lorenzo de' Medici (1479–1516), hertig av Nemours

Han fick också åtta andra illegitima barn med två älskarinnor; kända som Libera Portoneri och Bona di Romagnano. Ett av dessa barn var René de Savoie. En av hans döttrar med Bona di Romagnano, Claudina av Savojen, gifte sig med Jacob III av Hornes.